# Xã Perryton, Quận Mercer, Illinois
Xã Perryton (tiếng Anh: Perryton Township) là một xã thuộc quận Mercer, tiểu bang Illinois, Hoa Kỳ. Năm 2010, dân số của xã này là 474 người.